# Comedianta (roman)
Comedianta (în poloneză Komediantka) este un roman din 1896 al scriitorului polonez Władysław Reymont.